# Pijor Koling (Dolok)
Pijor Koling is een bestuurslaag in het regentschap Padang Lawas Utara van de provincie Noord-Sumatra, Indonesië. Pijor Koling telt 752 inwoners (volkstelling 2010).